# Fibrat d'espinors
Un  fibrat d'espinors  és un fibrat vectorial de tipus  SO  (p, q) sobre una varietat diferenciable  M  dotada amb una tètrada de signatura (p, q) tal que les seves fibres són una representació espinorial de  Spin  (p, q) ("double cover" coberta doble de  SO  (p, q)).
Els fibrats d'espinors hereten una connexió d'un altra connexió al fibrat vectorial  V  (vegeu tètrada). Realment, quan p+q ≤ 3,
hi ha algunes altres possibilitats de grup de coberta del grup ortogonal i es poden tenir fibrats molt interessants com els "fibrats anyon".